# أونغ كياو مو
أونغ كياو مو (بالبورمية: အောင်ကျော်မိုး)‏ هو لاعب كرة قدم ميانماري في مركز الوسط، ولد في 2 يوليو 1982 في ميانمار. شارك مع منتخب ميانمار لكرة القدم. أما مع النوادي، فقد لعب مع نادي ياداناربون.

## وصلات خارجية
- أونغ كياو مو على موقع قاعدة بيانات كرة القدم.إي يو (الإنجليزية)
- أونغ كياو مو على موقع ناشيونال فوتبول تيمز (الإنجليزية)